# مقاطعة وايذ (فيرجينيا)
 مقاطعة وايذ  (بالإنجليزية:  Wythe County)‏ هي إحدى المقاطعات في ولاية فيرجينيا في الولايات المتحدة الأمريكية.

## أعلام
- قاي أوتو فارمر
- كيلي هاريل
- الكسندر ديفيس
- جون كاترون
- روبرت كرايغ كينت